# M/S Queen Elizabeth
M/S Queen Victoria är ett kryssningsfartyg ägt av det brittiska rederiet Cunard. Byggnationen inleddes 2009 och fartyget togs i trafik i oktober 2010.

### Fotnoter
1. ↑  Leif-Åke Josefsson (12 oktober 2010). ”Havens nya drottning” (på svenska). Aftonbladet. http://www.aftonbladet.se/resa/kryssningar/article12574281.ab. Läst 7 maj 2017.